# Butyndizuur
Butyndizuur of Acetyleenedicarbonzuur is een organisch zuur, een dicarbonzuur met de forule {\displaystyle {\ce {C4H2O4}}} of met meer nadruk op de structuur: {\displaystyle {\ce {HOOC-C#C-COOH}}}. Het is een kristallijne, vaste stof die oplosbaar is in ether.
Bij het verwijderen van de twee protonen ontstaat het butyndioaat-anion {\displaystyle {\ce {^{-}O2C-C#C-CO2^{-}}}}, alleen bestaande uit koolstof en zuurstof, een koolstof-zuurstof-anionen. Gedeeltelijke ionistaie leidt tot waterstofbutynoaat {\displaystyle {\ce {HO2C-C#C-CO2^{-}}}}.
Het zuur is voor het eerst beschreven in 1877 door de Poolse scheikundige Ernest Bandrowski.
Het kan verkregen worden door α,β-dibroombarnsteenzuur met KOH  in methanol of ethanol. De reactieproducten zijn kaliumbromide en kaliumbutyndioaat. Het zout wordt afgescheiden en de vloeistof wordt dan behandeld met zwavelzuur. In onderstaande afbeelding is een en ander weergegeven. De onderste regel in  het diagram laat ook meteen de reactie naar de dimethyl-ester zien.

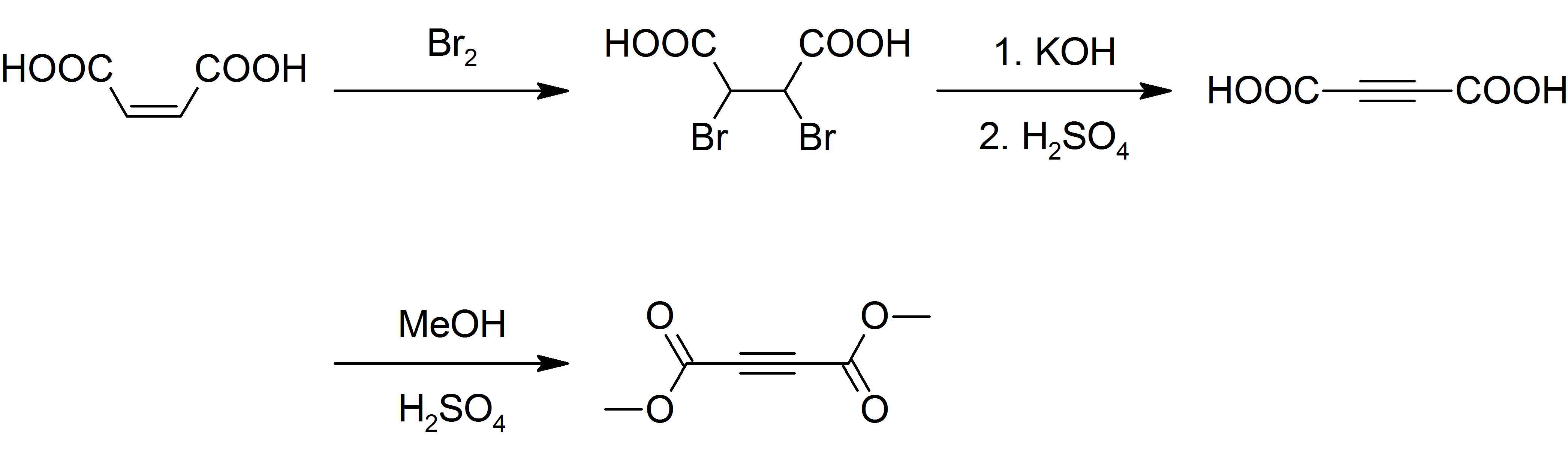
Synthese van butyndizuur (bovenste regel)

Butyndizuur wordt toegepast in de synthese van dimethylbutyndioaat, een veel gebruikt reagens in laboratoria. Het vrije zuur wordt verhandeld als laboratorium stof. Met zwaveltetrafluoride ontstaat hexafluor-but-2-yn, een belangrijk diënofiel in Diels-Alderreacties.
Esters van butyndizuur (met name die van de hogere alkanolen) worden als fase-transfer-katalysatoren ingezet.

## Anionen en zouten

### Mono-anion en zouten
Waterstofbutyndioaat is een monovalent anion. Het wordt vaak met de uit het Engels overgenomen afkorting Hadc (= hydrogen acetylene dicarboxylate) aangeduid. Het anion ontstaat door één proton uit het zuur te verwijderen, of uit het di-anion door additie van een proton. De naam wordt ook gebruikt voor elk zout met dit anion.  Deze zouten zijn vanuit kristallografisch oogpunt interessant vanwege hun uitzonderlijk korte en sterke waterstofbruggen. In veel kristallijne zouten (met uitzondering van het lithiumzout, vormen de waterstofbutyndioaat lange, lineaire ketens waarbij de sterke watersofbruggen de delen van de keten bijeenhouden. Gewoonlijk zijn de dicarboxylaten vlak, maar de zuurgroepen kunnen ook gedraaid voorkomen, rotatie om de C-C-enkele binding is mogelijk. In het kristalwater dat in veel van de vaste zouten (zoals {\displaystyle {\ce {NaHC4O4.2H2O}}} en {\displaystyle {\ce {CsHC4O4.2H2O}}}) aanwezig is liggen de twee zuurgroepen bijna altijd coplanair of bijna coplanair ({\displaystyle {\ce {[C(NH2)3]^{+}[HO2CC#CCOO]^{-}}}}, het guadiniumzout) maar in watervrij {\displaystyle {\ce {KHC4O4}}} laten de twee zuurgroepen een onderlinge hoek van ongeveer 60° zien.
Kaliumwaterstofbutyndioaat is het kalium-zout van Hadc met de chemische formule {\displaystyle {\ce {KHC4O4}}} of {\displaystyle {\ce {K+[HO2CC#CCO2] ^{-}}}}, vaak ook afgekort tot KHadc. Het wordt ook vaak benoemd als kaliumwaterstofacetylenedicarboxylaat of monokaliumacetylenedicarboxylaat. Het zout kan gesynthetiseerd worden op basis van het vrije zuur en is in organische laboratoria een standaard uitgangsstof voor de bereiding van andere derivaten van het zuur. In de vaste, kristallijne vorm zijn de anionen aan elkaar gekoppeld in lange ketens, bij elkaar gehouden door uitzonderlijk sterke en korte waterstofbruggen.

### Dianion en zouten

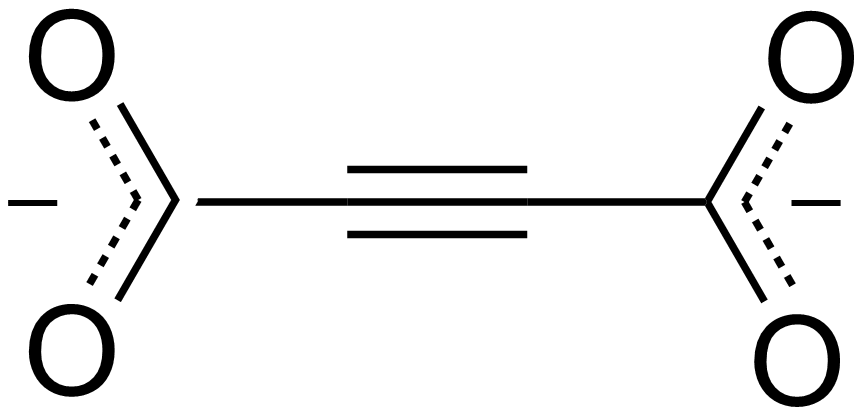
Structuur van het dianion van butyndizuur

Butyndioaat, vaak wordt de uit het Engels afkomstige afkorting ADC (acetylene dicarboxylate) gebruikt, is een divalent anion met de formule {\displaystyle {\ce {[O2CC#CCO2]^{2-}}}}. Ook zouten en esters van dit zuur dragen deze naam.  Het di-anion kan uit het zuur verkregen worden door er twee protonen aan te onttrekken. Het is een van de koolstof-zuurstof-anionen, die net als carbonaat en oxalaat slechts zijn opgebouwd uit koolstof en zuurstof. In organometaal-complexen kan ADC optreden als ligand zoals in het blauwe polymere complex van koper(II) en 2,2'-bipyridine, {\displaystyle {\ce {\{[Cu]^{2+}[C4O4]^{2-}[(C5H4N)2]\}_{n}}}}.
Thallium(I)butyndioaat, {\displaystyle {\ce {Tl2(C4O4)}}} ontleedt bij 195 °C, waarbij thalium als pyrofoor poeder achterblijft.